# Famille Ponée
La famille Ponée est une ancienne famille bourgeoise de Normandie, originaire de Granville, qui compte parmi ses ancêtres des marins et corsaires et qui a donné à la France plusieurs officiers de marine et capitaines de navires. Elle est éteinte.

## Personnalités

### François Ponée
Fils de Jean Ponée et de Françoise Lemaitre, François Ponée, alors non officier, embarque en 1734 sur le Grafton (en) un vaisseau de ligne de troisième rang d'origine anglaise capturé en 1707 lors de la bataille de Beachy Head.
 On le retrouve en 1744 sur le Dauphin Royal, un vaisseau de ligne de 2e puis de 3e rang avant d'être nommé lieutenant du navire corsaire l'Aimable Grenot, une frégate granvillaise de 36 mètres, (390 tonneaux, 40 canons et 250 fusils, armé en course par François Léonor Couraye du Parc, et qui fit naufrage en 1749 en quittant le port de Saint-Malo après s'être emparé d'une vingtaine de navires anglais et hollandais entre janvier 1747 et juin 1748. 
En 1752 François Ponée est capitaine du Montaigu.
Marié à Marie Le Tourneur le 24 août 1730 à Granville, François Ponée eut 1 enfant, au moins :
- Thomas François Ponée qui suit.

### Thomas François Ponée
Thomas François Ponée nait vers 1743, à Granville, de François Ponée et de Marie Le Tourneur.
Incorporé dans la marine royale vers 1759, il est nommé capitaine sur le navire corsaire Duc de Coigny sur lequel il est grièvement blessé.
 En 1781, il est commandant en second sur la corvette Pilote des Indes.

Il décède, à Granville, le 8 octobre 1808.
Marié à Julienne Françoise du Parc le 16 mars 1773 à Granville, Thomas François Ponée eut 1 enfant, au moins :
- François Ponée qui suit

### François Ponée II
François Ponée nait le 9 décembre 1775, à Granville, de Thomas François Ponée et de Julienne Françoise du Parc.

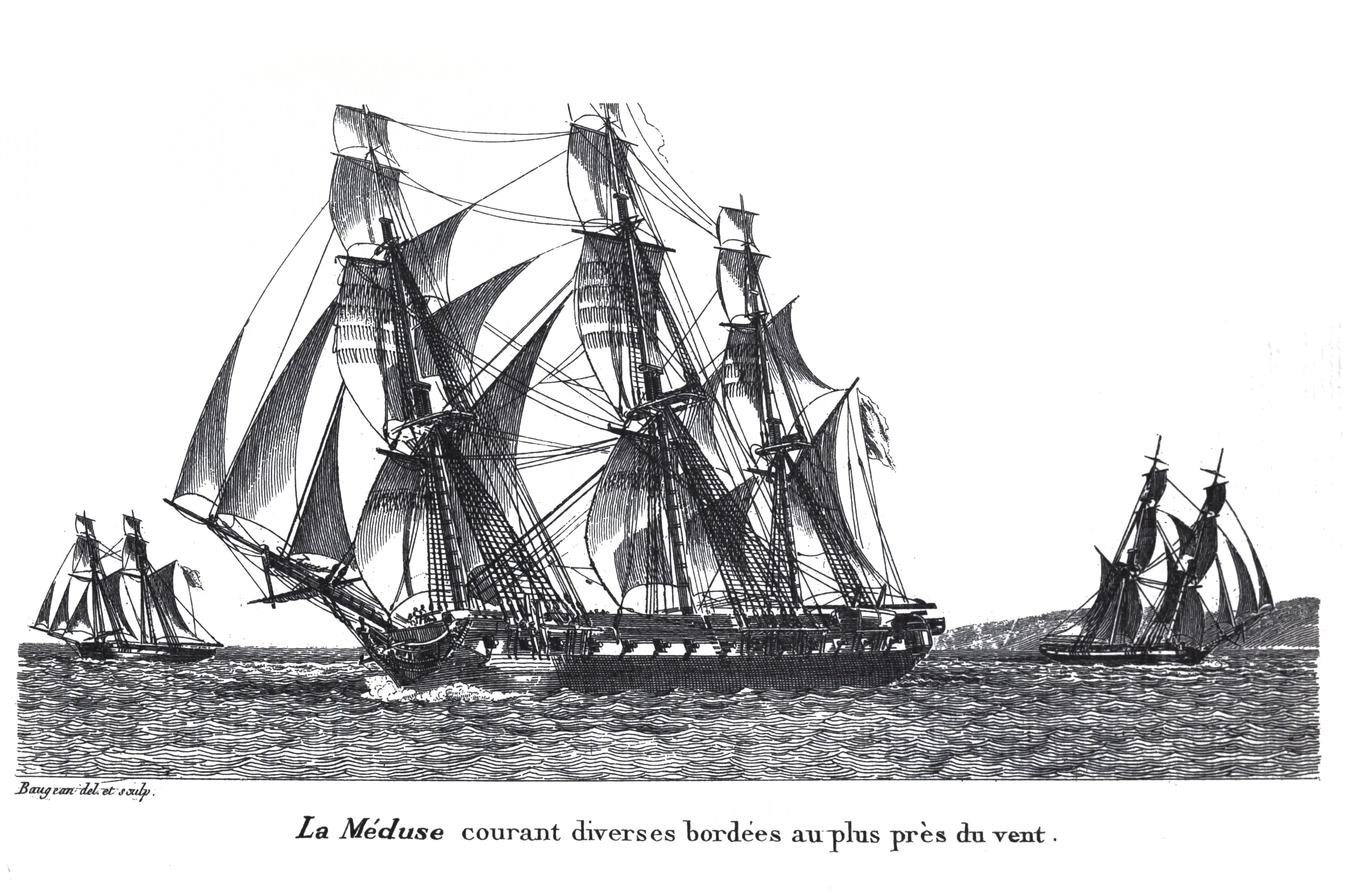
La Méduse commandée par François Ponée en 1815

Il s'engage comme matelot dans la marine royale en 1790, devient aspirant en 1793, enseigne en 1794 et lieutenant de vaisseau en 1802 et participe à la bataille d'Algésiras. Nommé capitaine de frégate, le 3 juillet 1811 il est commandant en second de la frégate la Néréide (1808) (en), dont il prend le commandement à la mort de son chef, le capitaine Lemaresquier, lors de la bataille de Tamatave, le 19 mai 1811 contre les frégates anglaises Astraea (en), Galatea et Phoebe, est obligé de capituler le 25 mai 1811 à Tamatave.
À l'époque, à la suite d’un naufrage ou d'une capitulation, les capitaines de vaisseau devaient répondre de leurs actes devant un conseil de guerre. C'est ainsi que le ci-devant commandant François Ponée est traduit, le 16 mars 1812, devant le conseil de guerre, « prévenu de reddition à l'ennemi de la Néréide s'étant trouvé commandant après la mort du capitaine titulaire ». Le 18 mars, après avoir délibéré à huis clos, « le conseil a unanimement déclaré que l'accusé François Ponée, capitaine de frégate, membre de la Légion d'honneur, n'est pas coupable dans la reddition à l'ennemi de la frégate Néréide (1808) (en), la décharge de l'accusation intentée contre lui, l'acquitte honorablement, et ordonne que son épée lui sera rendue par M. le président ».
En 1815, devenu commandant de la frégate La Méduse François Ponée offrit à l'Empereur, qui avait abdiqué et rejoint Rochefort-sur-Mer et qui voulait rejoindre les États-Unis, de combattre le Bellerophon, pendant que la Saale commandé par Pierre Philibert passerait,,,,. Mais Philibert refusa de jouer ce rôle qui lui était réservé.
Après avoir participé durant toute sa carrière à de nombreux combats et été fait prisonnier trois fois, par les Anglais, il est promu capitaine de vaisseau en 1820, il est le commandant de l'Algesiras, pendant l'expédition d'Alger en 1830. Il prend sa retraite en 1831.
Il fut également conseiller municipal de Granville, préfet maritime à Cherbourg, contre-amiral et fut fait commandeur de la Légion d'honneur, chevalier d'Empire, chevalier de Saint-Louis, commandeur de l'Ordre de la Tour et de l'Épée du Portugal et médaillé de Sainte-Hélène.
Marié à Anne Marie Françoise Le Gros, François Ponée eut un enfant, au moins :
- Élisabeth Françoise Marie Ponée qui suit

### Élisabeth Françoise Marie Ponée
Élisabeth Françoise Marie Ponée nait le 21 août 1810, à Rennes, de François Ponée et d'Anne Marie Françoise Le Gros.
Elle se marie le 15 janvier 1833, à Granville, avec Félix Jourdan de La Passardière, né le 22 juin 1796 à Granville et décédé le 2 novembre 1867 à Granville, qui prend part, comme son beau-père, à l'expédition d'Alger de 1830. En 1833, il est commandant du cotre Goéland puis est nommé lieutenant de vaisseau en 1841 et capitaine de corvette en 1847.